# 블랙 북스
블랙 북스(Black Books)는 2000년 9월 29일부터 2004년 4월 15일까지 Channel 4에서 방영된 시트콤이다. 주연 배우로는 딜런 모런, 빌 베일리, 템진 그렉이 있다.

## 줄거리
중고 서점인 '블랙 북스'의 주인 버나드 블랙(딜런 모런)은 매사에 불만이 많다. 하루종일 투덜대는 그의 친구는 프랜 카첸자머(템진 그렉)뿐이다. 수입은 거의 없이 그냥저냥 운영되는 그의 서점에 매니 비앙코(빌 베일리)가 직원으로 들어오게 되는데...

## 배역
- 버나드 블랙 | 딜런 모런
- 프랜 카첸자머 | 템진 그렉
- 매니 비앙코 | 빌 베일리

## 수상
- BAFTA 2001년, 2005년 수상 - 최고의 시트콤 부문